# Alebroides sohii
Alebroides sohii är en insektsart som beskrevs av Thapa 1989. Alebroides sohii ingår i släktet Alebroides och familjen dvärgstritar. Inga underarter finns listade i Catalogue of Life.